# Snježana Kordić
Snježana Kordić (prononciation en croate : /sɲěʒana kôːrditɕ/ ), née le 29 octobre 1964 à Osijek, est une linguiste croate.
Elle étudie la syntaxe et écrit sur la sociolinguistique. Kordić est connue parmi les non-spécialistes pour ses nombreux articles contre la politique linguistique puriste et normative en Croatie. Son livre de 2010 sur la langue et le nationalisme vulgarise la théorie des langues pluricentriques dans les Balkans.

## Biographie

### Éducation
Snježana Kordić obtient un diplôme de l'université d'Osijek (1988) et un magistère en linguistique de la faculté de philosophie de l'université de Zagreb (1992). Elle obtient son doctorat à Zagreb (1993). En Allemagne, elle reçoit une habilitation en philologie slave (qualification au niveau du professorat) de l'université de Münster en 2002.

### Nominations académiques
Kordić a enseigné et mené des recherches dans plusieurs universités croates et allemandes. De 1990 à 1991, elle est assistante à l’université d'Osijek et, de 1991 à 1995 à l’université de Zagreb. Elle déménage ensuite en Allemagne et devient maîtresse de conférence à l’université de la Ruhr à Bochum de 1993 à 1998 puis professeure associée à l'université de Münster de 1998 à 2004 et professeure invitée à l’université Humboldt de Berlin de 2004 à 2005. De 2005 à 2007, elle est maîtresse de conférence à l’université Johann Wolfgang Goethe de Francfort-sur-le-Main.

## Travaux et accueil critique
Les principaux travaux de Snježana Kordić en matière de recherche et d’enseignement portent sur la grammaire, la syntaxe, la linguistique de texte, la pragmatique, la lexicologie, la linguistique de corpus, la linguistique quantitative, la sociolinguistique et la politique linguistique. Elle est l'auteur de plus de 150 publications linguistiques, parmi lesquelles un manuel, un livre de grammaire et trois monographies, qui ont été traduites en anglais, en allemand ou en espagnol. Ses livres ont reçu des critiques favorables dans de nombreuses revues philologiques du monde,,,.

### Monographie sur la langue et le nationalisme en Croatie (2010)

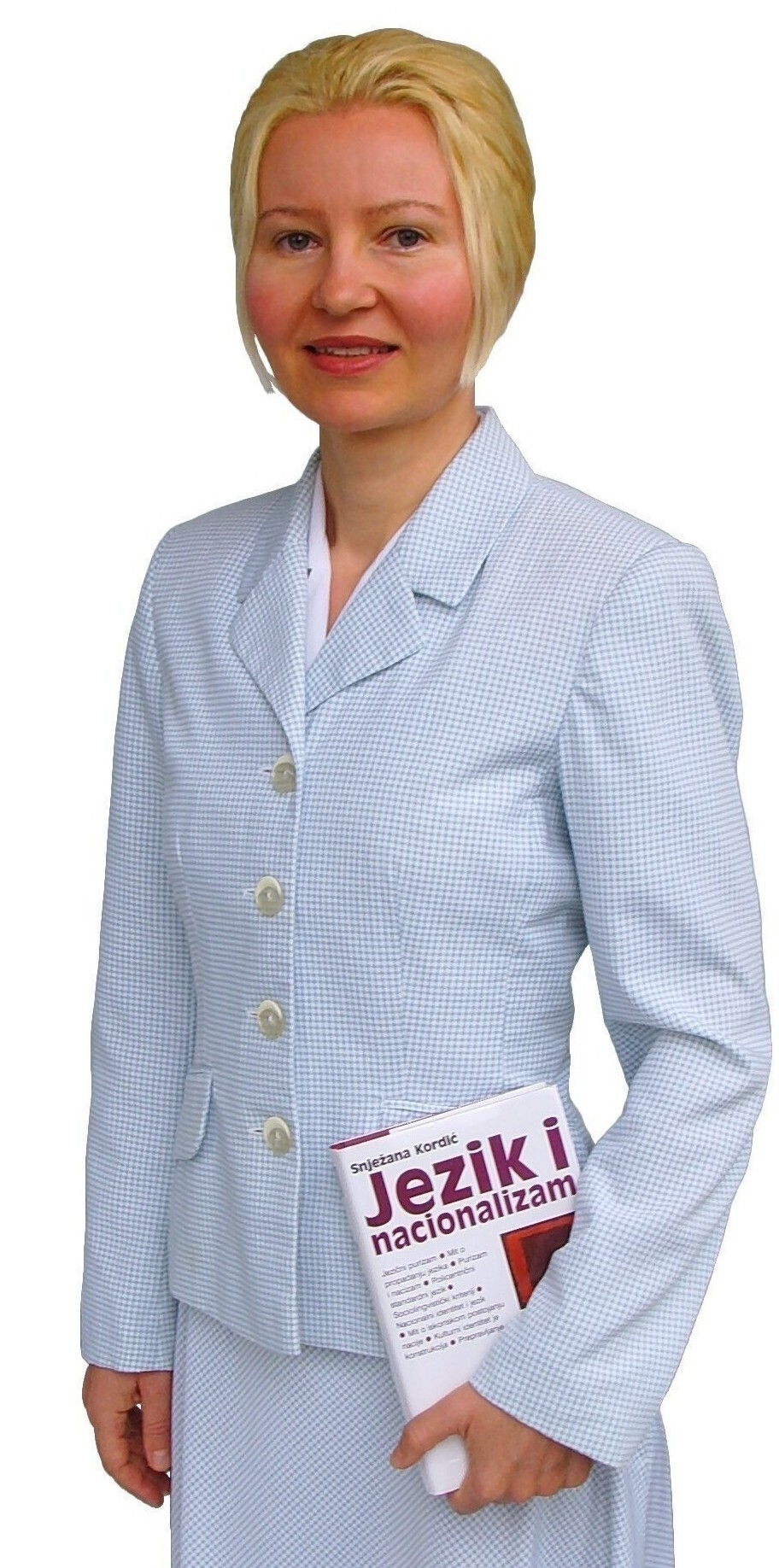
Snježana Kordić en 2010 et son livre, Jezik i nacionalizam [« La langue et le nationalisme »].

La troisième monographie de Snježana Kordić traite de sujets sociolinguistiques, tels que la politique linguistique en Croatie, la théorie des langues pluricentriques et la manière dont l'identité, la culture, la nation, et l'histoire peuvent être mal utilisées par des linguistes motivés par des considérations politiques,,,. Kordić a constaté que depuis 1990, le purisme et le prescriptivisme étaient les principaux traits de la politique linguistique en Croatie,,,. Une interdiction de certains mots, perçus comme « serbes » (qui étaient pour la plupart purement internationaux) et l’idée selon laquelle un mot est plus « croate » si moins de Croates le comprennent, produisent l'impression générale que seuls quelques linguistes en Croatie connaissaient la langue standard,.
Avec une multitude de citations,, tirées des littératures linguistiques allemande, française, polonaise et anglaise, Kordić démontre que la langue des Croates, des Serbes, des Bosniaques et des Monténégrins est une langue polycentrique, avec quatre variantes standard parlées en Croatie, en Serbie, à Monténégro et en Bosnie-Herzégovine,,.
Ces variantes diffèrent légèrement, comme c'est le cas pour d'autres langues polycentriques (anglais, allemand, français, portugais et espagnol, entre autres),, mais pas suffisamment pour en faire des langues différentes,. Ce fait ne suggère nullement un rétablissement d'un état commun, car des variantes standard de toutes les autres langues polycentriques sont parlées dans différents pays (par exemple, l'anglais parlé au Royaume-Uni, aux États-Unis, en Australie et au Canada, ou l'allemand parlé en Allemagne, en Autriche et en Suisse). Les exemples ci-dessus démontrent que la pluricentricité de la langue n'implique pas une unification linguistique. Chaque nation peut codifier sa variante de la langue.
Kordić critique une vision romantique de la langue et de la nation, très répandue en Croatie. L'idée romantique selon laquelle langue et nation sont liées apparaît dans l'Allemagne du XIXe siècle, mais est abandonnée par la communauté scientifique au milieu du XXe siècle,. Elle plaide également contre l'ingérence politique en linguistique,,,,,.

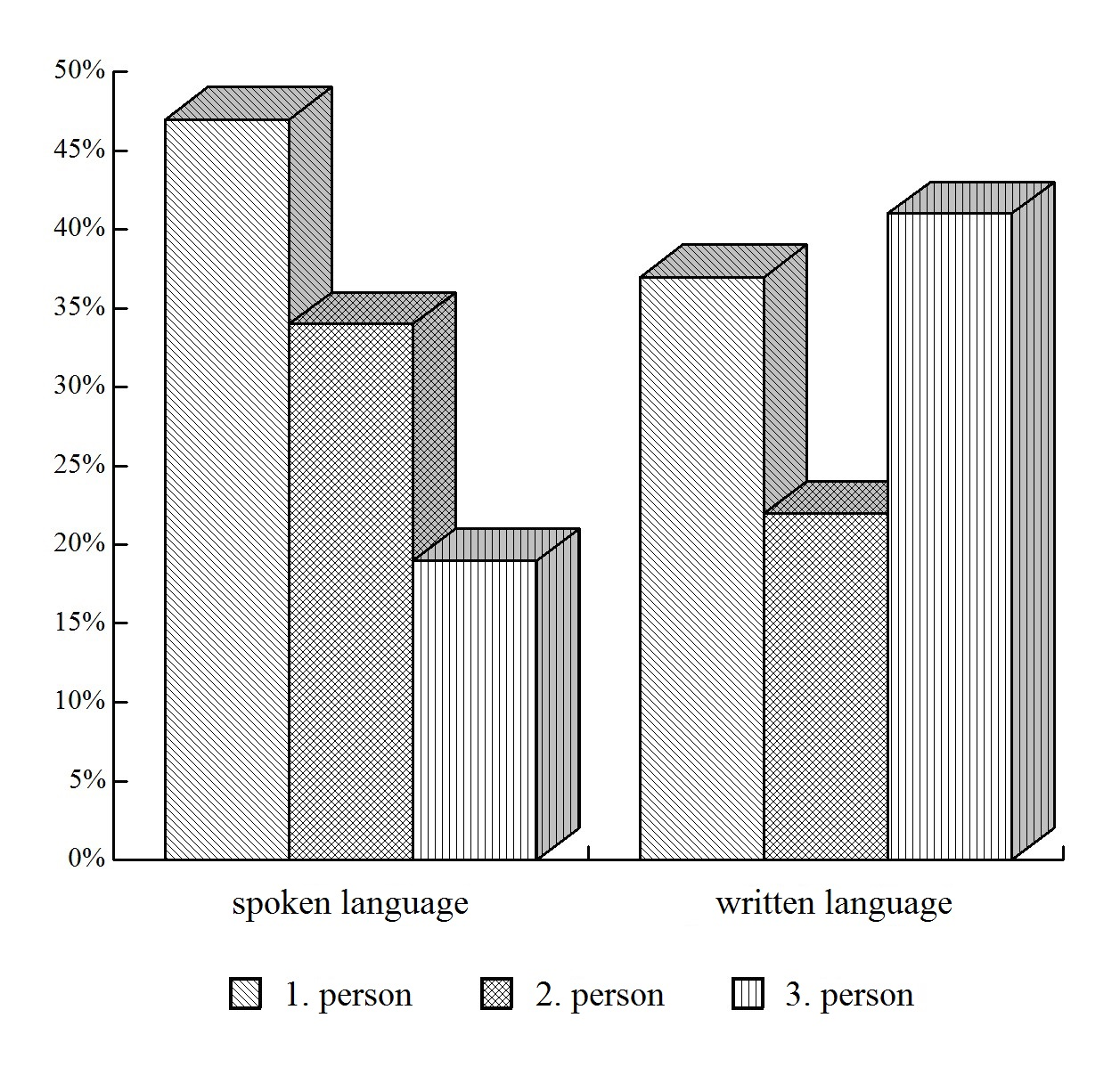
La Fréquence des Pronoms personnels (Kordić).

Quant au nom de la langue, Kordić ne le définit que pour les linguistes, laissant les non-linguistes nommer la langue comme ils le souhaitent,,.
La monographie obtient une couverture médiatique importante,,,, Kordić donne plus de soixante entretiens sur son livre, loué par des intellectuels croates. Le livre reçoit également des critiques négatives, à la fois en Croatie et en Serbie, où des journaux hebdomadaires serbes l'ont estimé « beaucoup plus dangereux pour la linguistique serbe que pour la [linguistique] croate » ; il est « destructeur pour les Serbes » car il « libère le langage de la tradition serbe, le réduit à un outil de communication neutre sur le plan symbolique, il encourage l'indifférence à l'égard de la dénomination de la langue et du nombre de noms donnés à la langue serbe ». En Croatie, un groupe, Hitrec, a tenté de poursuivre en justice le ministre de la Culture de l'époque affirmant que l'État ne devait pas parrainer ce livre,. Toutefois, le procureur général de Zagreb refuse. La tentative elle-même de porter plainte est qualifiée de « chasse aux sorcières » par certains médias croates. En 2017, le livre de Kordić inspire la Déclaration sur la langue commune, qui attire également l'attention des médias,.

## Publications (sélections)

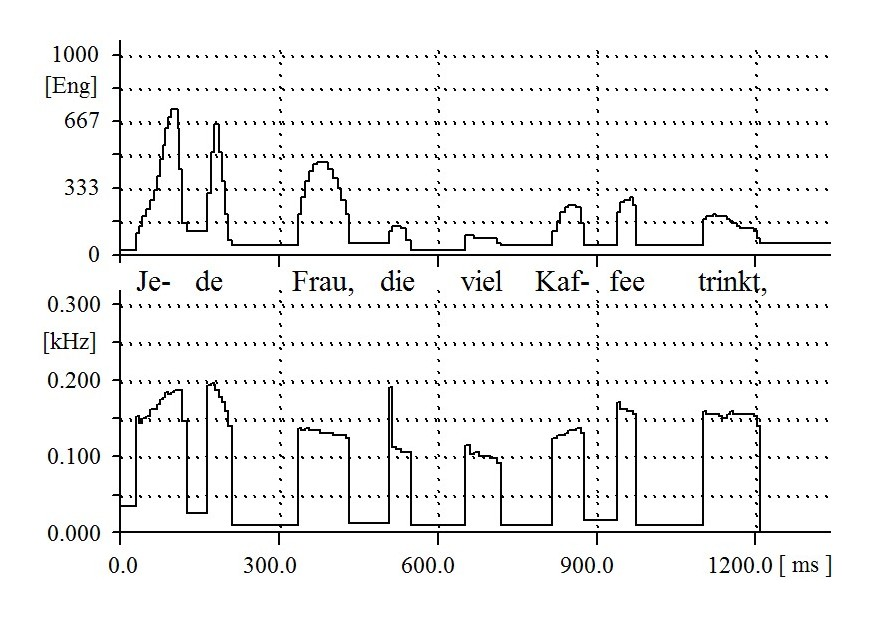
Intonation de propositions relatives restrictives (Kordić).

## Publications (sélections)[87]

### Monographies

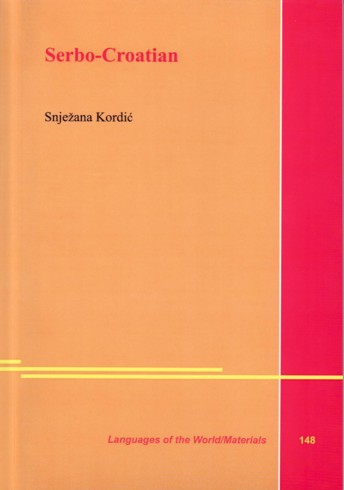
Couverture d'une grammaire serbo-croate (publiée en 1997, 2006).

- (de) Der Relativsatz im Serbokroatischen [« La proposition relative en serbocroate »], Munich, Lincom Europa, coll. « Studies in Slavic Linguistics » (no 10), 1999 (réimpr. 2002 et 2005) (1re éd. 1999), 330 p. (ISBN 978-3-89586-573-2 et 3-89586-573-7, OCLC 42422661, DNB 956417647, présentation en ligne, lire en ligne), p. 330
  - (sh) Relativna rečenica [« La proposition relative »], Zagreb, Matica hrvatska et Hrvatsko filološko društvo, coll. « Znanstvena biblioteka Hrvatskog filološkog društva » (no 25), 1995, 365 p. (ISBN 953-6050-04-8, OCLC 37606491, LCCN 97154457, DOI 10.2139/ssrn.3460911, SUDOC 005906202, lire en ligne [PDF]), p. 366
- (de) Wörter im Grenzbereich von Lexikon und Grammatik im Serbokroatischen [« Mots dans la zone frontalière du lexique et de la grammaire en serbocroate »], Munich, Lincom Europa, coll. « Studies in Slavic Linguistics » (no 18), 2001, 280 p. (ISBN 3-89586-954-6, OCLC 47905097, LCCN 2005530314, DNB 963264087, SUDOC 083721398, présentation en ligne), p. 280
  - (sh) Riječi na granici punoznačnosti [« Mots dans la zone frontalière du lexique et de la grammaire »], Zagreb, Hrvatska sveučilišna naklada, 2002, 227 p. (ISBN 953-169-073-1, OCLC 54680648, LCCN 2009386657, DOI 10.2139/ssrn.3467413, SUDOC 097547352, lire en ligne [PDF]), p. 227
- (es) Lengua y Nacionalismo [« La langue et le nationalisme »]  (trad. Juan Cristóbal Díaz), Madrid, Euphonía Ediciones, 2014 (ISBN 978-84-936668-8-0, présentation en ligne), p. 416 (réimpr. 2021, Doxa & Episteme, coll. « Bibliotheca Balcanica » (no 1), p. 553, (ASIN B09NNTBYYP)), Índice.
  - (sh) Jezik i nacionalizam [« La langue et le nationalisme »], Zagreb, Durieux, coll. « Rotulus Universitas » (réimpr. 2018) (1re éd. 2010) (ISBN 978-953-188-311-5, OCLC 729837512, LCCN 2011520778, DOI 10.2139/ssrn.3467646, SUDOC 17473820X, lire en ligne [PDF]), p. 430

### Grammaire et manuels scolaires
- (en) Serbo-Croatian [« Serbo-croate »], Munich et Newcastle, Lincom Europa, coll. « Languages of the World/Materials » (no 148), 1997 (réimpr. 2006) (1re éd. 1997), 71 p. (ISBN 978-3-89586-161-1 et 3-89586-161-8, OCLC 37959860, DNB 950901075, SUDOC 049200976, présentation en ligne, lire en ligne), p. 71
- (sh) Kroatisch-Serbisch : ein Lehrbuch für Fortgeschrittene mit Grammatik [« Serbo-croate : un manuel avancé avec la grammaire »], Hambourg, Buske, 1997 (réimpr. 2004) (1re éd. 1997), 196 p. (ISBN 978-3-87548-162-4, 3-87548-382-0 et 3-87548-162-3, OCLC 40305383, DNB 974026573), p. 196, et cassette audio : 65 minutes (OCLC 179711958)

### Articles en français
- « Le serbo-croate aujourd'hui: entre aspirations politiques et faits linguistiques », Revue des Études Slaves, Paris, vol. 75, no 1,‎ 2004, p. 31–43 (ISSN 0080-2557, OCLC 754207802, DOI 10.3406/slave.2004.6860, lire en ligne [archive du 29 mai 2012] [PDF], consulté le 15 octobre 2019)
- « La langue croate, serbe, bosniaque et monténégrine », Au sud de l'Est, Paris, Non Lieu, vol. 3,‎ 2007, p. 71–78 (ISBN 978-2-35270-036-4, OCLC 182916790, lire en ligne [archive du 4 août 2012] [PDF], consulté le 15 octobre 2019)

## Entrevues en Croatie
- (sh) Lasić, Igor, « Kroatisti ne govore kao lingvisti: razgovor sa Snježanom Kordić » [archive du 7 juillet 2012], Split, Feral Tribune, 11 janvier 2008 (ISSN 1333-9109, consulté le 9 septembre 2024), p. 34–35
- (sh) Dragojević, Rade, « Hrvati i Srbi u Hrvatskoj jezično se ne razlikuju: razgovor sa Snježanom Kordić » [archive du 7 juillet 2012], Zagreb, Novosti, 6 août 2010 (ISSN 1845-8955, consulté le 11 avril 2019), p. 14–15
- (sh) Fabrio, Bisera, « Nismo manje Hrvati zato što govorimo isto kao Srbi: razgovor sa Snježanom Kordić » [archive du 7 juillet 2012], Zagreb, Globus, 20 août 2010 (ISSN 0353-9903, consulté le 1er décembre 2012), p. 30–33
- (sh) Gromača Vadanjel, Tatjana, « Hrvatska je još u kamenom dobu: razgovor sa Snježanom Kordić » [archive du 7 juillet 2012], Rijeka, Novi list, 4 septembre 2010 (ISSN 1334-1545, consulté le 6 janvier 2018), p. 10–11 in the arts section Pogled
- (sh) Bakotin, Jerko, « Otrovne laži o jeziku: razgovor sa Snježanom Kordić » [archive du 7 juillet 2012], Zagreb, H-alter, 29 septembre 2010 (ISSN 1847-3784, consulté le 1er août 2012)
- (sh) Matijanić, Vladimir, « Podudaranje jezika i nacije samo je mit: razgovor sa Snježanom Kordić » [archive du 7 juillet 2012], Split, Slobodna Dalmacija, 6 novembre 2010 (ISSN 0350-4662, consulté le 7 mars 2025), p. 9 in the arts section Spektar
- (sh) Popović, Sofija, « HAZU treba ukinuti a jezične puritance bojkotirati jer zarađuju na nacionalizmu: razgovor sa Snježanom Kordić » [archive du 7 juillet 2012], Zagreb, Nacional, 6 décembre 2011 (ISSN 1330-9048, consulté le 4 décembre 2012), p. 64–68
- (sh) Derk, Denis, « Narod može nazivati jezik kako god mu drago: razgovor sa Snježanom Kordić » [archive du 7 juillet 2012], Zagreb, Večernji list, 10 décembre 2011 (ISSN 0350-5006, consulté le 22 novembre 2012), p. 60–62 in the arts section Obzor
- (sh) Grozdanić, Dragan, « Kroatisti građane prave nacionalistima: razgovor sa Snježanom Kordić » [archive du 7 juillet 2012], Zagreb, Novosti, 20 janvier 2012 (ISSN 1845-8955, consulté le 8 février 2013), p. 8–9
- (sh) Hut Kono, Vinko, « Kroatisti otuđeni od stvarnosti: razgovor sa Snježanom Kordić » [archive du 7 juillet 2012], Zagreb, Zarez, 2 février 2012 (ISSN 1331-7970, consulté le 19 mai 2017), p. 3
- (sh) Gregović, Marko (host), « Jezik i politika: razgovor sa Snježanom Kordić » [archive du 7 juillet 2012], Croatian Radio 3, 22 mars 2012 (consulté le 5 août 2012) 45 minutes.
- (sh) Cuculić, Kim, « Ćirilica u Vukovaru nije znak dvojezičnosti: razgovor sa Snježanom Kordić » [archive du 3 février 2013], Rijeka, Novi list, 19 janvier 2013 (ISSN 1334-1545, consulté le 14 février 2013), p. 14–15 in the arts section Pogled
- (sh) Jovanović, Nenad, « Govorimo istim jezikom: razgovor sa Snježanom Kordić » [archive du 27 avril 2013], Zagreb, Novosti, 19 avril 2013 (ISSN 1845-8955, consulté le 4 mai 2022), p. 26–27; (sv) « Lingvisten Snježana Kordić: Vi talar sammar språk! » [archive du 10 aôut 2013], Stockholm, Diaspora 16 (3), juin 2013 (ISSN 1402-9308, consulté le 14 septembre 2013), p. 10–13
- (sh) Pilsel, Drago, « Gdje je prisutan jezični purizam, prisutan je i nacionalizam: razgovor sa Snježanom Kordić » [archive du 1er novembre 2013], Zagreb, autograf.hr, 26 octobre 2013 (ISSN 1849-143X, consulté le 25 novembre 2013)
- (sh) Épisode Gost Snježana Kordić, 578e épisode de la quatorzième saison de la série Nedjeljom u dva, d'une durée de 62 minutes. Réalisation de Aleksandar Stanković. Diffusé pour la première fois le 25 mai 2014 sur la chaîne HRT 1. Visionner l'épisode en ligne
- (sh) Gromača Vadanjel, Tatjana, « Jezikoslovci odbacili znanost u korist nacionalističke politike: razgovor sa Snježanom Kordić » [archive du 11 juillet 2015], Rijeka, Novi list, 4 juillet 2015 (ISSN 1334-1545, consulté le 15 juillet 2015), p. 12–13 in the arts section Pogled
- (sh) Lasić, Igor, « Četiri naziva uzgajaju zabludu o četiri jezika: razgovor sa Snježanom Kordić » [archive du 2 mars 2017], Zagreb, Novosti, 13 janvier 2017 (ISSN 1845-8955, consulté le 9 juin 2019), p. 16–17
- (sh) Derk, Denis, « Neki Srbi misle da Deklaracija favorizira Hrvate: razgovor sa Snježanom Kordić » [archive du 26 mai 2017], Zagreb, Večernji list, 4 avril 2017 (ISSN 0350-5006, consulté le 3 février 2025), p. 36–37